# Фурдрен
Фурдре́н (фр. Fourdrain) — коммуна во Франции, находится в регионе Пикардия. Департамент коммуны — Эна. Входит в состав кантона Тернье. Округ коммуны — Лан.
Код INSEE коммуны — 02329.

## Население
Население коммуны на 2010 год составляло 404 человека.
| 1962 | 1968 | 1975 | 1982 | 1990 | 1999 | 2010 |
| ---- | ---- | ---- | ---- | ---- | ---- | ---- |
| 463  | 433  | 393  | 404  | 390  | 433  | 404  |

## Экономика
В 2010 году среди 267 человек трудоспособного возраста (15—64 лет) 218 были экономически активными, 49 — неактивными (показатель активности — 81,6 %, в 1999 году было 71,0 %). Из 218 активных жителей работали 201 человек (106 мужчин и 95 женщин), безработных было 17 (9 мужчин и 8 женщин). Среди 49 неактивных 17 человек были учениками или студентами, 22 — пенсионерами, 10 были неактивными по другим причинам.